# Emiliano Figueroa Larraín
Emiliano Figueroa, né le 12 juillet 1866 à Santiago et mort le 15 mai 1931 dans la même ville, est un homme d'État chilien, président du Chili du 6 septembre au 23 décembre 1910 et du 23 décembre 1925 au 10 mai 1927.